# Cichla vazzoleri
Cichla vazzoleri é uma espécie de peixe sul-americano de água doce.